# Cặp đôi hoàn cảnh (phim 2015)
Cặp đôi hoàn cảnh (tiếng Anh: Hot Pursuit) là một bộ phim hành động hài do Anne Fletcher đạo diễn và viết kịch bản bởi David Feeney và John Quaintance. Với sự tham gia của Reese Witherspoon, Sofía Vergara và Robert Kazinsky, phim dự kiến khởi chiếu ngày 8 tháng 5 năm 2015 bởi Warner Bros., New Line Cinema và Metro-Goldwyn-Mayer.

## Nội dung
Rose Cooper là một sĩ quan cảnh sát của Sở Cảnh sát San Antonio. Trước đây do hiểu lầm mà cô đã sử dụng súng điện để hạ gục con trai của thị trưởng. Sau vụ đó Rose không còn được giao những nhiệm vụ đặc biệt, cô chỉ có thể trông coi phòng lưu trữ tang chứng.
Đại úy Emmett giao cho Rose một nhiệm vụ bí mật là bảo vệ Felipe Riva và vợ của anh ta là Daniella. Felipe sắp đến Dallas để làm chứng chống lại tên trùm ma túy Vicente Cortez. Rose đi cùng với Cảnh sát Tư pháp Jackson đến nhà Felipe. Ở căn biệt thự của Felipe, một cặp sát thủ đeo mặt nạ và một cặp sát thủ người Mexico đã giết Jackson và Felipe. Daniella lấy một cái vali chứa nhiều đôi giày rồi cùng với Rose chạy thoát. Khi Daniella cố gắng chạy trốn, Rose đã còng tay cô ta vào tay mình.
Rose và Daniella được tìm thấy bởi đồng nghiệp của Rose là Dixon và Hauser. Khi Rose nhận ra hình xăm tiết lộ hai gã này chính là cặp sát thủ đeo mặt nạ, hai người phụ nữ bỏ chạy và quyết định đến Dallas, nơi Daniella có thể làm chứng chống lại Cortez. Rose và Daniella bây giờ đã bị truy nã. Một xe tải vô tình tông vào xe của Daniella, rải một đống cocaine xuống đường. Rose yêu cầu người tài xế xe tải đưa họ đến một cửa hàng quần áo để họ thay đồ. Khi cặp sát thủ người Mexico xuất hiện, hai người phụ nữ liền trốn trên toa xe phía sau một xe bán tải. Khi chiếc xe dừng lại, Rose định ăn cắp nó nhưng người chủ xe chĩa súng đe dọa cô. Rose và Daniella bỏ chạy, tìm được một xe bán tải khác và lái đi.
Rose thừa nhận rằng bản tính cứng nhắc của cô khiến cô khó tìm kiếm người yêu. Hai người phụ nữ bất ngờ khi thấy một người đàn ông tên Randy đang ngủ phía sau xe. Randy đang đeo vòng kiểm soát ở chân do phạm tội hành hung bạn trai của chị gái anh. Rose đồng ý tháo chiếc vòng ra để đổi lấy sự giúp đỡ của Randy. Daniella rất vui khi thấy Randy tán tỉnh Rose. Tại khách sạn, Daniella giải thích rằng những đôi giày của cô được đính kim cương trị giá bốn triệu USD, đây chính là phương pháp rửa tiền của Cortez. Khi Dixon và Hauser xuất hiện, Randy đã giúp hai người phụ nữ chạy thoát.
Daniella tách ra vì cô có kế hoạch giết Cortez để trả thù cho người anh trai từng bị hắn sát hại. Dixon và Hauser đã bị bắt vì tội tham nhũng. Do không có bằng chứng phạm tội nên Cortez được thả ra, hắn về dự tiệc trưởng thành của con gái hắn. Daniella cũng đến dự tiệc với ý định ám sát Cortez. Rose cải trang thành đàn ông để vào bữa tiệc rồi tiếp cận Daniella, nhưng một người phụ nữ nghĩ Rose là kẻ biến thái nên đuổi cô ra ngoài. Rose cải trang thành nhân viên phục vụ để trở vào bên trong, tình cờ gặp Emmett và biết được ông ta đang làm việc cho Cortez. Emmett định giết Rose thì bị cô hạ gục bằng súng điện. Trong phòng riêng, Daniella sẵn sàng giết Cortez. Rose đến ngăn cản Daniella làm điều đó, nhưng khi tên trùm rút súng ra thì Rose đành phải bắn chết hắn.
Ba tháng sau, Daniella ra tù và được Rose đến đón. Rose vẫn còn giữ những đôi giày của Daniella. Rose cũng tiết lộ rằng Randy đang ở trên xe với cô, hai người đã trở thành một đôi yêu nhau, Daniella thích phong cách mới của Rose, họ lái xe rời đi.

## Diễn viên
- Reese Witherspoon trong vai Rose Cooper
- Sofía Vergara trong vai Daniella Riva
- Robert Kazinsky trong vai Randy
- Matthew Del Negro trong vai Đặc vụ Hauser
- Michael Mosley trong vai Đặc vụ Dixon
- Richard T. Jones trong vai Cảnh sát tư pháp Jackson
- Joaquín Cosío trong vai Vicente Cortez
- John Carroll Lynch trong vai Đại úy Emmett
- Jim Gaffigan trong vai Red
- Mike Birbiglia trong vai Steve
- Vincent Laresca trong vai Felipe Riva
- David Jensen trong vai Wayne
- Evaluna Montaner trong vai Teresa Cortez

Cùng một số diễn viên khác…